# Port lotniczy Czedżu
Port lotniczy Czedżu (IATA: CJU, ICAO: RKPC) – międzynarodowy port lotniczy położony w Czedżu, na wyspie Czedżu, w Korei Południowej. Otwarty w 1968, jest jednym z największych lotnisk w kraju. Jest hubem lotniczym dla Jeju Air.
Połączenie między Czedżu, a Seul-Gimpo jest najruchliwszą trasą na świecie. W 2023 skorzystało z niej 13,73 mln pasażerów. Obecnie (grudzień 2024) do stolicy Korei codziennie odlatuje blisko 90 samolotów.
W związku z przepełnieniem lotniska i ograniczoną przestrzenią na jego rozbudowę, 2019 ogłoszono, że na południu wyspy, w Seogwipo powstanie drugie lotnisko. W 2021 projekt został wstrzymany przez Ministerstwo Środowiska, jednak w 2023 prace nad nim zostały wznowione.

## Linie lotnicze i połączenia
| Linia lotnicza           | Połączenie |
| ------------------------ | --- |
| Aero K                   | 1. Cheongju |
| Air Busan                | 1. Pusan 2. Seul-Gimpo |
| Air China                | 1. Pekin |
| Air Seoul                | 1. Seul-Gimpo |
| Asiana Airlines          | 1. Cheongju 2. Daegu 3. Gwangju 4. Seul-Gimpo 5. Yeosu |
| Beijing Capital Airlines | 1. Hangzhou |
| China Eastern Airlines   | 1. Szanghaj-Pudong |
| China Southern Airlines  | 1. Dalian 2. Harbin |
| Donghai Airlines         | 1. Nantong |
| Eastar Jet               | 1. Cheongju 2. Gunsan 3. Seul-Gimpo 4. Tajpej-Taoyuan |
| HK Express               | 1. Hongkong |
| Jeju Air                 | 1. Bangkok-Suvarnabhumi 2. Pekin 3. Pekin-Daxing 4. Pusan 5. Cheongju 6. Daegu 7. Fukuoka 8. Gwangju 9. Hongkong 10. Jinan 11. Muan 12. Seul-Gimpo 13. Xi'an                            |
| Jiangxi Air              | 1. Nanchang |
| Jin Air                  | 1. Pusan 2. Cheongju 3. Daegu 4. Gunsan 5. Gwangju 6. Muan 7. Pohang-Gyeongju 8. Seul-Gimpo 9. Szanghaj-Pudong 10. Ulsan 11. Wonju 12. Yeosu Sezonowo: 1. Bangkok-Suvarnabhumi 2. Xi'an |
| Juneyao Air              | 1. Pekin-Daxing 2. Nankin 3. Szanghaj-Pudong |
| Korean Air               | 1. Pekin-Capital 2. Pusan 3. Cheongju 4. Daegu 5. Gwangju 6. Sacheon 7. Seul-Gimpo 8. Tokio-Narita 9. Ulsan 10. Yeosu                                                                   |
| Loong Air                | 1. Hangzhou |
| Lucky Air                | 1. Kunming |
| Royal Air Philippines    | Czarter: 1. Manila |
| Scoot                    | 1. Singapur |
| Spring Airlines          | 1. Pekin-Daxing 2. Hangzhou 3. Nankin 4. Ningbo 5. Szanghaj-Pudong 6. Shenyang 7. Shijiazhuang 8. Tiencin 9. Yangzhou                                                                   |
| Tigerair Taiwan          | 1. Tajpej-Taoyuan |
| T'way Air                | 1. Cheongju 2. Daegu 3. Gwangju 4. Nagoja 5. Osaka-Kansai 6. Seul-Gimpo 7. Tajpej-Taoyuan 8. Tokio-Narita Sezonowo czarter: 1. Đà Nẵng 2. Hiroszima 3. Kota Kinabalu                    |
| West Air                 | 1. Zhengzhou |
| XiamenAir                | 1. Fuzhou |